# Рябовская (Кировская область)
Рябовская — деревня в Сунском районе Кировской области в составе Большевистского сельского поселения.

## География
Находится на расстоянии примерно 18 км по прямой на север от районного центра поселка Суна.

## История
Известна была с 1702 года как деревня Рябевская с 2 дворами, в 1764 проживало 104 монастырских крестьян (Успенского Трифонова монастыря) и 31 государственных. В 1873 году здесь (уже деревня Рябовская или Рябовщина) учтено было дворов 8 и жителей 61, в 1905 17 и 99, в 1926 19 и 68, в 1950 34 и 108. В 1989 году оставалось 7 постоянных жителей.

## Население
Постоянное население составляло 1 человек (русские 100 %) в 2002 году, 3 в 2010.